# Gli fumavano le Colt... lo chiamavano Camposanto
Gli fumavano le Colt... lo chiamavano Camposanto è un film del 1971 diretto da Giuliano Carnimeo.

## Trama
Una coppia di fratelli ingenui John e George McIntire si recano in un paese del West per vedere il padre, ma si mettono nei guai dopo aver aggredito un membro di una banda di estorsori. Ma, all'arrivo di un misterioso pistolero di nome fa Camposanto aiutare i due fratelli ad uscire dai guai.